# Escorxador del Tibet
L'escorxador del Tibet (Lanius tephronotus) és un ocell de la família dels lànids (Laniidae).

## Hàbitat i distribució
Habita camp obert i boscos clars dels Himàlaies per sobre dels 2100 m, des del nord de l'Índia i Tibet cap a l'est fins l'oest i centre de la Xina, al nord de Yunnan i Shensi.